# Adrian Mears

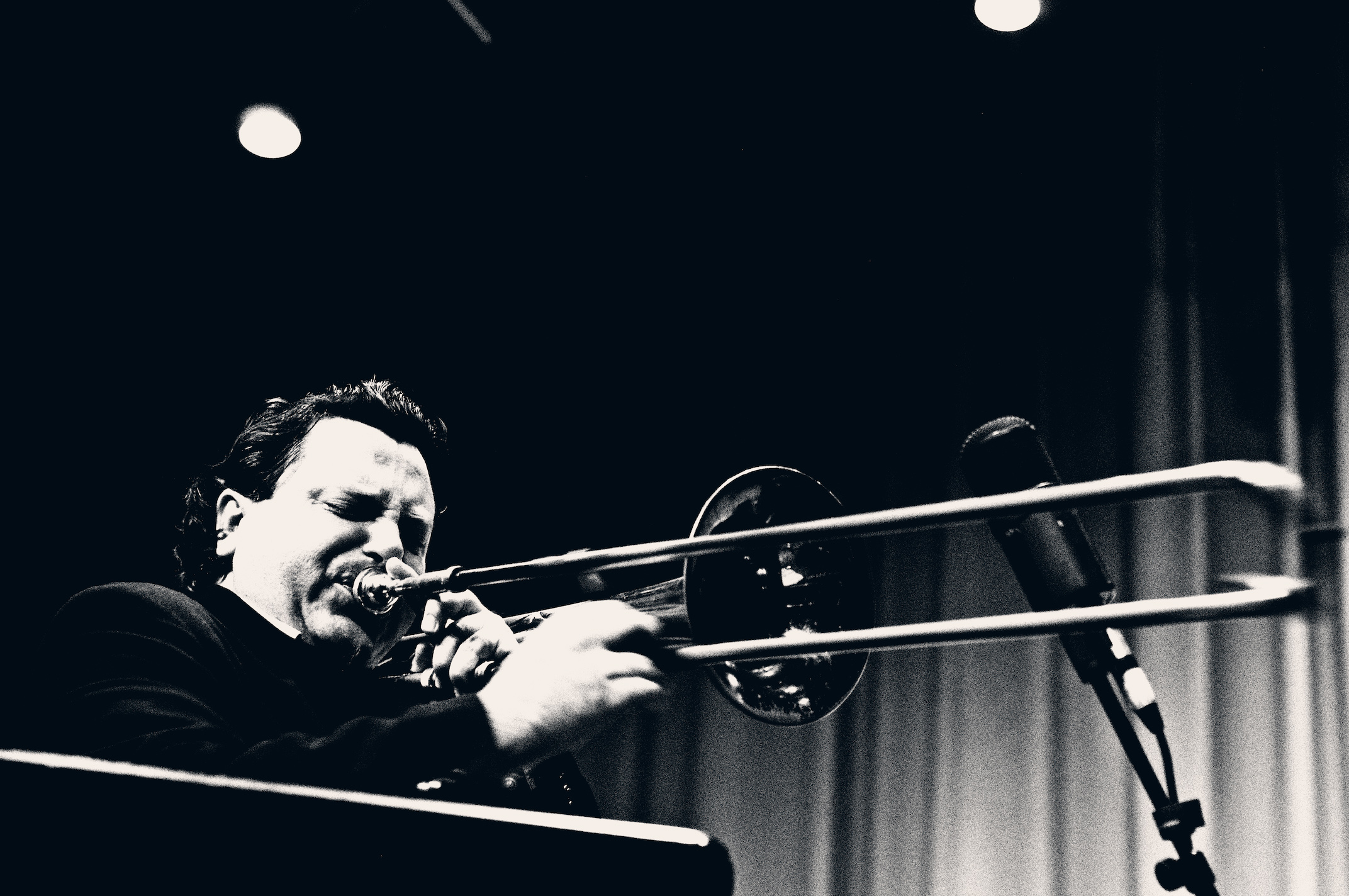
Adrian Mears in concert, München 2009

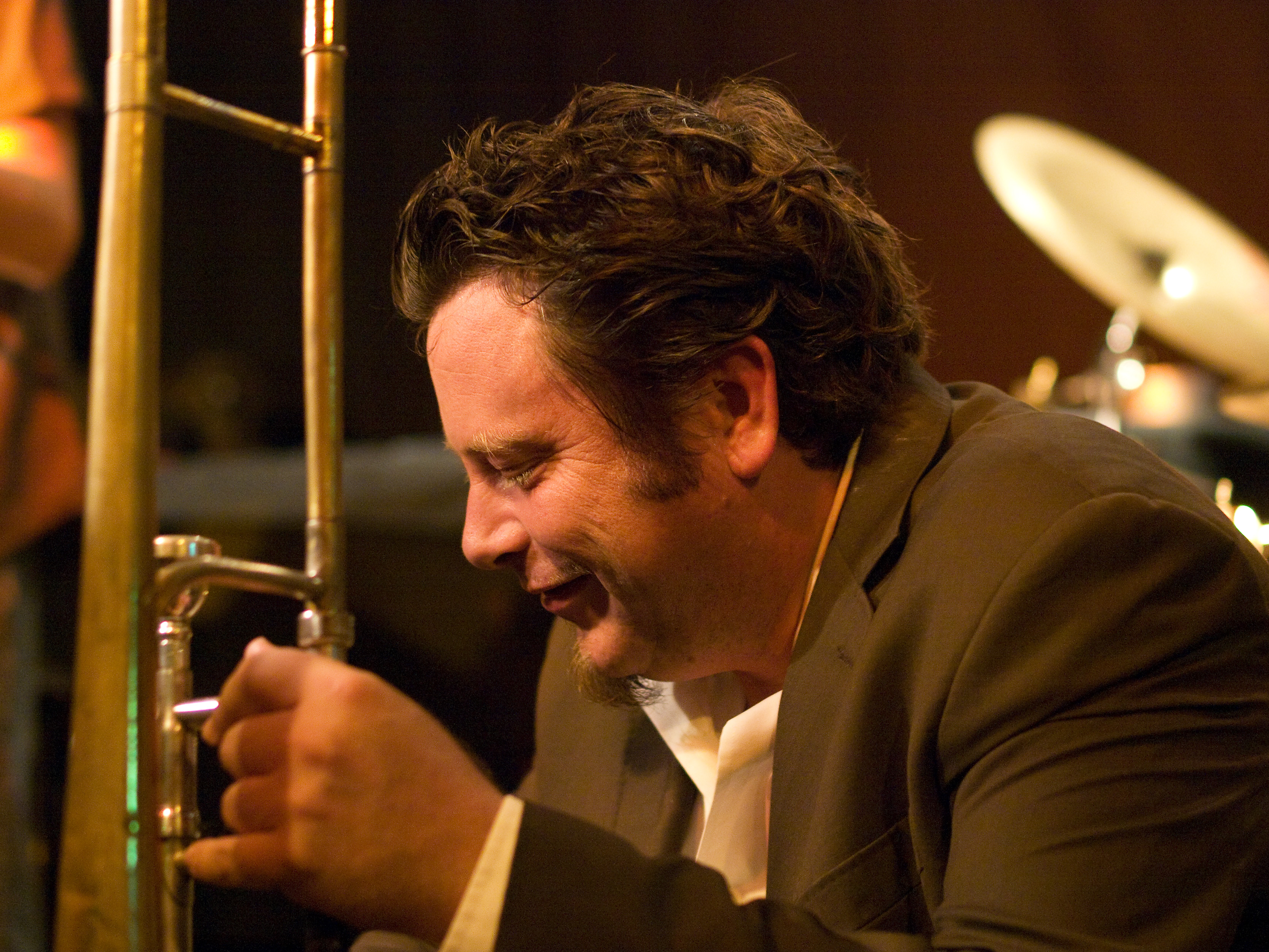
Adrian Mears im Jazzclub Unterfahrt (München 2008)

Adrian Mears (* 1. Mai 1969 in Waratah bei Newcastle (New South Wales)) ist ein australischer Jazz-Posaunist und Komponist, der insbesondere im Bereich des Modern Jazz hervorgetreten ist. Neben Posaune spielt er Klavier, Schlagzeug und Didgeridoo.

## Leben und Wirken
Mears studierte bis 1989 am Sydney Conservatorium for Music in Australien, unter anderem bei Mike Nock, und später privat bei Steve Turre, Robin Eubanks, Richie Beirach, Slide Hampton und Conrad Herwig in New York. Noch während seines Studiums gewann er Auszeichnungen als „Bester australischer Posaunist“ (1992 und 1994); 1990 wurde seine Band, die Free Spirits, als beste australische Jazzgruppe ausgezeichnet. 1988 und 1992 war er Sieger im australischen Wettbewerb für Jazzkomposition. Er spielte auch mit der Spitze der australischen Jazzszene, unter anderem mit Paul Grabowsky, Bernie McGann, der Formation Ten Part Invention, Dale Barlow und James Morrison.
Seit etwa 1991 komponierte er für diverse Jazzensembles, klassische Blechbläser-Ensemble, Kammerorchester und Chöre, sowie für australische Fernseh-, Reise- und Dokumentarfilme. Im Jahr 1992 zog er nach München, wo er mit Harald Rüschenbaum und mit der „Connexion Latina“ von Rudi Fuesers spielte. 1994 wirkte er während einer Europatournee in der Big Band von McCoy Tyner mit. Er arbeitete auch mit Dusko Goykovich, Michael Hennings „Experimenti Berlin“, Klaus Doldinger, Peter O’Mara, Bobby Burgess dem Sextett von Roman Schwaller (2005–08) und dem Bundesjugendjazzorchester. Er war 2000–2009 Mitglied des Vienna Art Orchestra.
Weiterhin spielte er u. a. mit Kenny Wheeler, Bob Brookmeyer New Art Orchestra, der NDR-Big Band mit Tim Hagans, Johannes Herrlichs Trombonefire sowie mit Bobby Shew, Don Pullen, Eddie Palmieri, Charlie Mariano, Vitold Rek, Paquito D’Rivera, George Mraz, Adam Nussbaum, Don Friedman, Adam Taubitz, Carla Bley und Steve Swallow.  Seit 2012 gehört er zu der Second Generation des United Jazz + Rock Ensemble von Wolfgang Dauner.
Mit Johannes Enders leitete er ein eigenes Quintett. 1993 erschien bei Enja Records sein Album „Discoveries“, aufgenommen in New York zusammen mit Johannes Enders, Joey Calderazzo, Ronnie Burrage und Ed Howard. Es folgten noch zwei Aufnahmen für dieses Label, u. a. All for One 1999. Aufnahmen seiner working band, der Adrian Mears New Orleans Hardbop, sind bei TCB erschienen, die erste „Jump On In“ (2005) und „Birdseye View“ (2008). Derzeit ist der Adrian Mears Electric Trio unterwegs im Europe.
Er unterrichtete an der Hochschule für Musik  und Darstellende Kunst Mannheim, aber auch in Köln sowie Berlin und ist zurzeit Professor an der Musikhochschule Basel, wo er u. a. Posaune und Gehörbildung lehrt seit 19 Jahren.

## Lexigraphische Einträge
- Martin Kunzler: Jazz-Lexikon. Band 2: M–Z (= rororo-Sachbuch. Bd. 16513). 2. Auflage. Rowohlt, Reinbek bei Hamburg 2004, ISBN 3-499-16513-9.